# スマイルリンクル
株式会社 スマイルリンクルは、お好み焼き「Big-Pig」やしゃぶしゃぶ専門店「春夏秋豚」などを経営する外食産業企業。

## 略歴
- 1994年2月 - 中央区日本橋本石町に「Big-Pig神田南口店」を開店
- 2003年11月- 株式会社スマイルリンクルに組織変更
- 2006年2月 -江戸川区中葛西に「ホルモンバー東京　葛西店」を開店
- 2007年10月 -　東京都港区赤坂に「美肌コラーゲン鍋豚しゃぶしゃぶ　春夏秋豚　赤坂本店」を開店
- 2008年3月 - 中央区銀座に「美肌コラーゲン鍋　GINZA春夏秋豚」を開店
- 2011年6月 - 千代田区内神田に「サムギョプサル専門店コギコギ」を開店
- 2011年12月 - 八千代市緑が丘に「すきしゃぶ食堂イオン八千代緑が丘店」を開店

## 店舗業態
- 広島お好み焼きBig-Pig
- 北海道壱鉄
- ホルモンバー東京
- 鉄板人生 なにわ道
- 美肌コラーゲンしゃぶしゃぶ春夏秋豚
- 大阪お好み焼きなにわ道
- POSITIVE KITCHEN
- すきしゃぶ食堂
- サムギョプサル専門店コギコギ